# Uiterwaarden Lek
Uiterwaarden Lek is een Natura 2000-gebied  in de Nederlandse provincie Utrecht, en wordt gevormd door vier deelgebieden naast de rivier de Lek.

De deelgebieden zijn Willige Langerak, het schiereiland De Bol op de noordoever en op de zuidoever Koekoeksche Waard, de Kersbergsche- en Achthovensche uiterwaarden en het terreintje Luistenbuul.